# Việt Khê

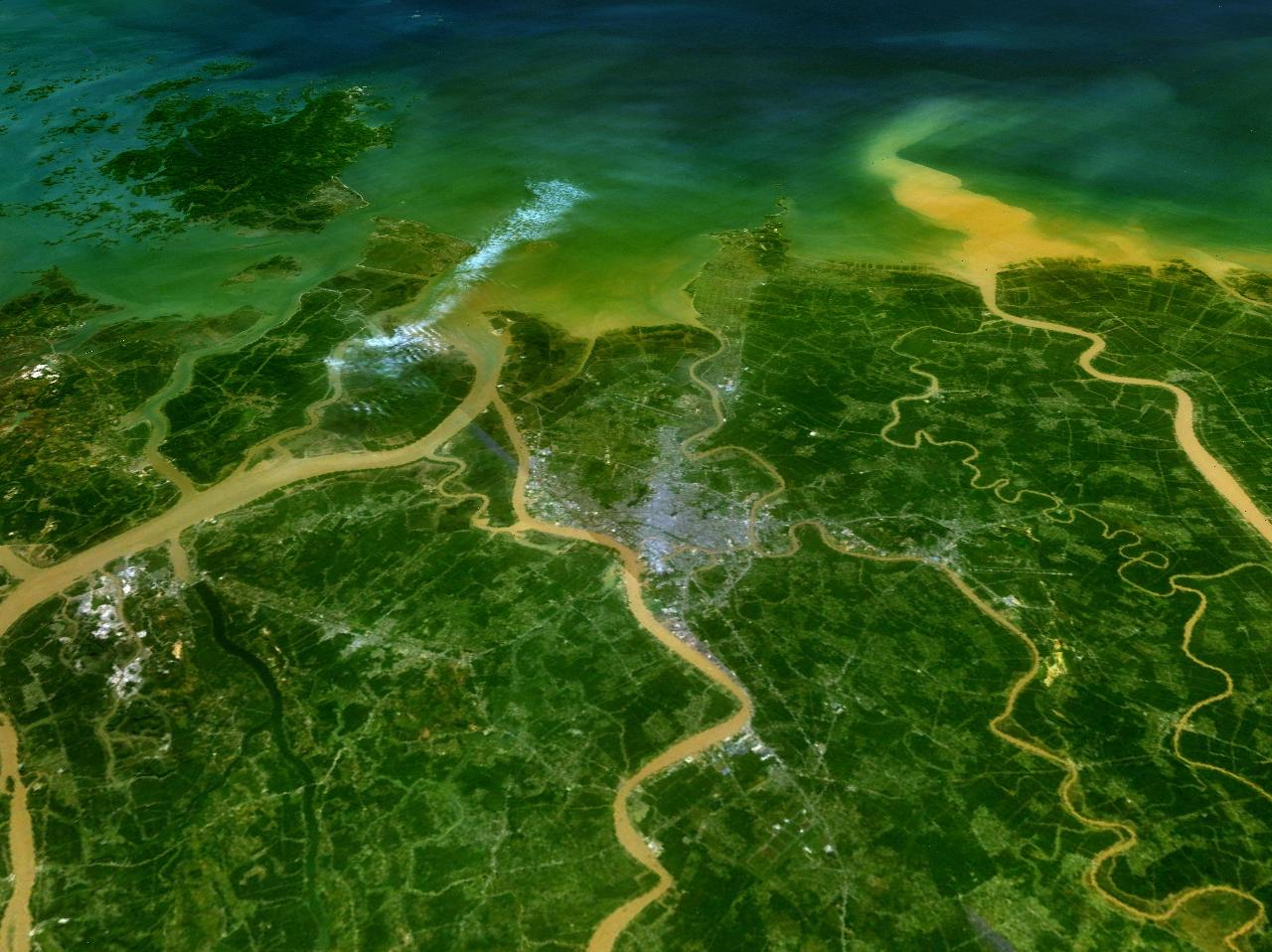
Imagen de la NASA de Haiphong.

Việt Khê es un sitio arqueológico en la región del Delta del Río Rojo en el norte de Vietnam. Las excavaciones allí produjeron una serie de ataúdes que contenían reliquias de la cultura Dong Son de la Edad de Bronce. El sitio descubierto en 1961, está ubicado en la base sur de una colina que domina el río Hoa en la provincia de Haiphong. Se excavaron cinco ataúdes de madera, cada uno de los cuales estaban alineados en dirección este-oeste, con al menos dos pares de ataúdes configurados de manera lineal.

## Artefactos
El ataúd más grande fue el etiquetado como «entierro 2», tenía una longitud de 4,76 m, pero no se encontraron restos humanos en él.
Se desenterraron treinta y una hachas pediformes con zócalos con calcetines ovalados, además de dos hachas simétricos con encajes rectangulares y hojas acampanadas, y otras dos con hojas casi paralelas.
Los cinceles encontrados en el sitio de entierro se dividieron en tres variedades de clasificaciones, siendo cinceles de punta ancha, puntiagudos y de trabajo de pequeño calibre. Las hachas pediformes encontrados en Viet Khe difieren de la mayoría de los otros especímenes de la cultura Dong Son, porque eran de apariencia simple y tenían una decoración ornamental muy escasa. Aunque algunas de las hachas se utilizaron para trabajar la madera, también hubo una serie de ellas que parecían haberse utilizado para fines de armamento.
Los arqueólogos que participaron en las excavaciones clasificaron tres tipos de punta de lanza con encaje, dos estilos de punta de flecha con encaje, dagas con hojas de hasta 20 cm de largo y una espada de casi 50 cm de largo. Se descubrieron cuatro cuchillos de mango anular, con un origen o aspecto sínico.
Uno de los principales artefactos descubiertos en Viet Khe en términos de impacto estético fue un conjunto de recipientes de bronce, conocido como «thap». Estos son recipientes altos, similares en forma a los jarrones, con lados que se van estrechando lentamente y asas de cuero. El más grande mide 37 cm en su estado actual fragmentado,  con incisiones de obras de arte decorativas que combinan motivos en espiral y geométricos. La incisión también muestra escenas de guerreros emplumados que viajan en tierra seca o en transporte acuático asociado con la vida aviar y acuática.
El «tho» es un recipiente semiesférico de bronce con los lados inclinados hacia fuera que se colocan en un pedestal bajo del trípode, similar a un tazón de incienso. Uno de los ejemplos recuperados de Viet Khe tiene una altura de 22,5 cm y está decorado con hileras de espirales y patrones geométricos.
El «binh» es un vaso globular, más ancho en los lados que verticalmente, colocado en un pedestal alto similar a una base circular. Tiene dos asas en la parte superior y la tapa está decorada con otras decoraciones geométricas. Uno de los ejemplos desenterrados fue de 21 cm de altura y 24,7 cm de diámetro.
Un ejemplo de «au», es un cuenco con un asa, apoyada por un pedestal, se encontró en Viet Khe. Un «dinh», es un cuenco sostenido por tres patas, que se parecía a la «li» de China. El «khay» es un artefacto que no se parece a los implementos modernos, que consiste en una gran bandeja de asas anchas y grandes, decoradas con figuras triangulares y motivos en espiral. Un «am» encontrado en la excavación es un recipiente redondeado con un pico parecido al de un hervidor de agua, estaba sin decorar y dañado.
También se desenterró un juego de cucharones de bronce ornamentados, todos de aproximadamente 20 cm de largo. Uno estaba decorado con representaciones de aves voladoras y patrones geométricos, mientras que otro mostraba la imagen de un hombre tocando música. Los motivos circulares en los artefactos excavados en Viet Khe no estaban restringidos a los especímenes de bronce, pues había una pieza de cuero también adornada de esta manera. Los ataúdes también tenían bateas con jabón para uso en lanzas, y artículos de laca, tela y cestería.

## Instrumentos musicales

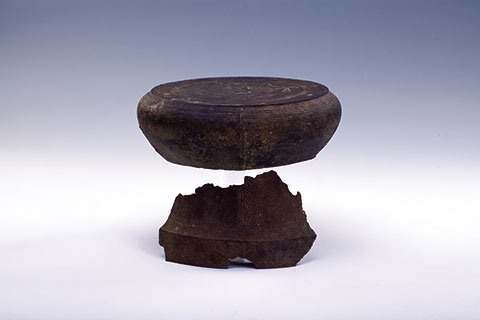
Tambor de bronce encontrado en la tumba de Viet Khe

En el tema musical, se encontró un pequeño tambor, con un parche de tambor de 23 cm de ancho que muestra el diseño de un cuerpo solar de rayos centrales, envuelto por cuatro pájaros en vuelo. En una parte del manto que sigue existiendo, contiene la obra de arte de un ave dentro de un panel cuyo límite se denota mediante bandas circulares decoradas. También se encontró un conjunto de campanas musicales; algunos estaban decorados con formas de arte locales de Dong Son, mientras que otros mostraban influencias chinas.

## Datación y análisis
Tres figuras se han datado por radiocarbono que han determinado a partir de la madera del ataúd en Viet Khe. Teniendo en cuenta la posibilidad de que se pudieron usar árboles ya muertos para construir los ataúdes, los arqueólogos estimaron que la antigüedad de los artefactos de Viet Khe está entre los años 300 y 500 a. C., lo que ubicaría el sitio de Viet Khe entre los primeros cementerios de Dong Son.
Esto es consistente con las impresiones de los especímenes de los arqueólogos, quienes observaron que a pesar de la gran cantidad de material, los especímenes generalmente no estaban intrincadamente decorados, ni el tambor era particularmente grande o detallado en su obra. El sitio del entierro también tenía pocos restos de hierro, lo que da indicios de que sucedió en la Edad de Bronce.
Algunos de los hallazgos también son paralelos a los objetos desenterrados en Lingnan, en el sur de China , en particular, el trípode Dinh, el cuchillo de pelar con el anillo y la espada de bronce, así como las cabezas de algunas flechas y lanzas. Estos objetos también se encuentran en tonggugang en Guangdong y Yinshangling en Guangxi, en el sur de China, sitios que datan del período de Reinos combatientes.